# Peter Shukoff
Peter Alexis Shukoff (né le 15 août 1979, à Rochester, New York, aux États-Unis), connu sous le nom de scène Nice Peter, est un acteur américain, musicien, chanteur et personnalité sur l'internet. Il se décrit lui-même comme un comédien, « virtuose de la guitare » (guitar hero). Peter, en effet, compose, joue de la guitare et chante des chansons souvent satiriques, et participe à des concerts. Mais il est plus particulièrement renommé pour ses vidéos musicales et comiques sur sa chaîne dédiée de YouTube (« Nicepeter ») et surtout Epic Rap Battles of History, la web-série cofondée avec Lloyd Ahlquist.
En novembre 2012, il est sur YouTube la 41e personnalité la plus suivie de tous les temps et le 7e musicien le plus suivi avec ses 1,9 million d'internautes abonnés. Ses trois chaînes YouTube, « Nicepeter », « ERB » (Epic Rap Battles) et « ERB 2 », totalisent plus de 18,7 millions d'abonnés et 5,34 milliards de visionnages de vidéos (au mois de mars 2023). Ils ont été présentés sur le webjournal américain d'information The Huffington Post, le Billboard.com, et le magazine Wired (janvier 2012). Interrogé sur le site de Forbes, Peter expose l'histoire et les raisons de son succès et de celui de son partenaire Lloyd Ahlquist.

## Carrière de musicien et d'acteur

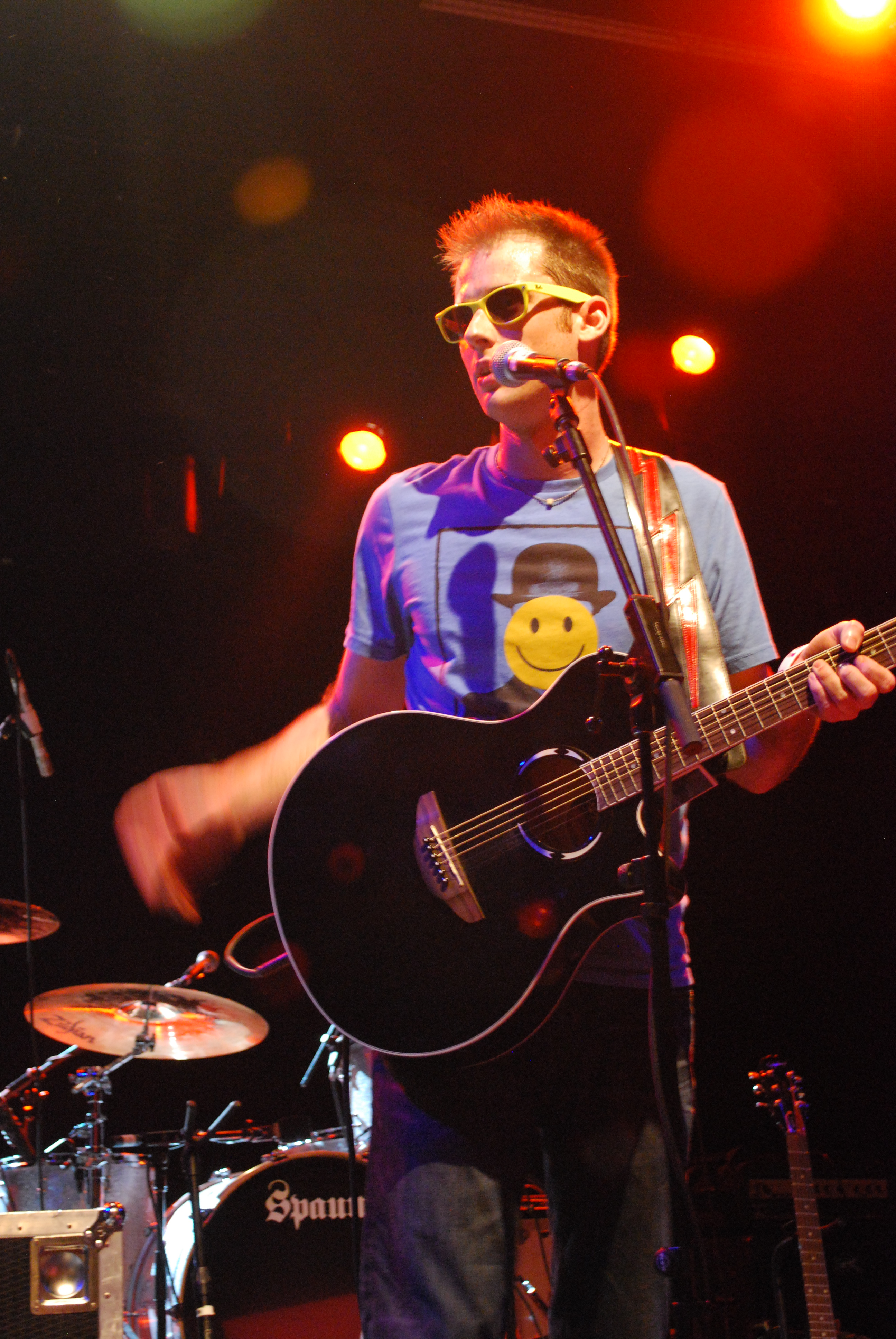
Nice Peter sur scène durant le DigiTour de 2011.

Peter Shukoff apprend à jouer de la guitare avant la fin de ses études. Il suit aussi en parallèle une carrière dans la comédie. À Chicago où il s'est provisoirement installé, il joue ses chansons ironiques en direct dans plusieurs bars de la ville, puis dans le centre-ouest des États-Unis, et enfin en Grande-Bretagne. Il émigre en Californie. Peter fait partie de groupes en tournée, aussi bien en Amérique qu'en Angleterre, où il chante et reproduit en direct les vidéos des battles d'Epic Rap Battles of History, avec des invités et parfois quelques spectateurs. 
En 2014, de fin mai à fin juillet, il entame avec Dante Cimadamore une tournée de chants « live » à travers tous les États-Unis (vingt dates), puis l'Europe (quinze dates).
Nice Peter a créé la bande son de la « rap battle » entre Bubbles et les mouettes, dans le film Bob l'éponge, le film : Un héros sort de l'eau. Nice Peter y incarne brièvement un surfeur (avec Lloyd Ahlquist).
L'année suivante, en 2015, Peter Shukoff et son compagnon de scène Lloyd Ahlquist jouent dans une nouvelle tournée intitulée Epic Rap Battles of History Live World Tour 2015, en Amérique (vingt-sept dates) et en Europe (vingt-quatre dates, dont deux concerts en France : à Marseille et à Paris).

## Discographie

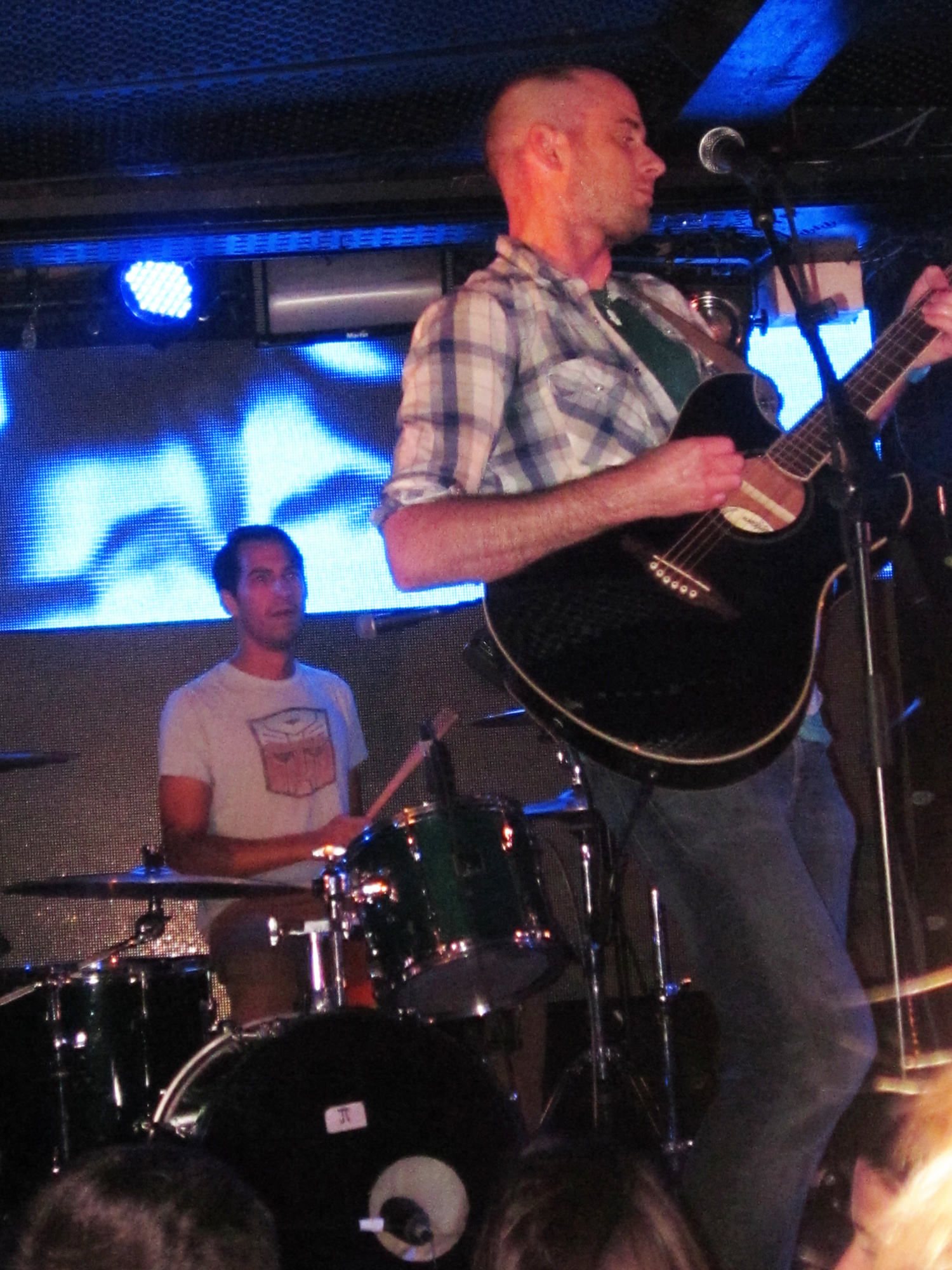
Nice Peter en concert au Batofar à Paris, le 14 juillet 2014. Dante Cimadamore l'accompagne à la batterie.

Albums (hors ERBoH) :
- B-Sides for Kate
- Live At DiPiazza's
- Live in Preston
- Songs about people
- Songs For Moms
- Suburban Highschool
- Hangin with Red Bar Radio[9]

## Sélections et récompenses
| Année | Cérémonie         | Catégorie                             | Résultat   | Récipiendaire(s)                                          |
| ----- | ----------------- | ------------------------------------- | ---------- | --------------------------------------------------------- |
| 2013  | 3e Streamy Awards | Meilleur scénario : Comédie           | Nomination | Peter Shukoff, Lloyd Ahlquist                             |
| 2013  | 3e Streamy Awards | Meilleur(e) musicien(ne) sur Internet | Lauréat    | Peter Shukoff                                             |
| 2013  | 3e Streamy Awards | Meilleure chanson originale           | Lauréat    | Peter Shukoff, Lloyd Ahlquist (Steve Jobs vs. Bill Gates) |